# Dornholz
Dornholz ist eine Wüstung im südlichen Saale-Orla-Kreis in Thüringen. Die einstige Streusiedlung Dornholz gehörte zur damaligen Gemeinde Venzka, ein heutiger Ortsteil von Hirschberg.

## Geschichte
- 1757 wurde das Dorf erstmals auf einer Schenk-Karte der Herrschaft Lobenstein nachgewiesen.
- 1780 und 1781 weist man den Ort unter Haardt, StA Hirschberg – Manuskript Seite 433, nach.
- 1794 wird der Ort in Thüringer Sippe 7/1941 S. 780 genannt.
- 1814 nennt man das Dorf im Postlexikon, S. 780.

1965 fiel es durch die Grenzsicherungsmaßnahmen der DDR wüst. Das Dorf Dornholz wurde dann an der innerdeutschen Grenze 1982 von Grenztruppen der DDR zerstört.